# Mikrogastrie
Die Mikrogastrie, von altgriechisch γαστήρ gaster, deutsch ‚Magen‘ und  μικρός mikrós, deutsch ‚klein, eng‘, ist eine sehr seltene Dysplasie aufgrund einer gestörten Embryonalentwicklung mit dem Ergebnis eines (erheblich) zu kleinen Magens. Fast immer liegen weitere Fehlbildungen vor.
Ein komplettes Fehlen wird als Agastrie bezeichnet.
Die Erstbeschreibung einer Mikrogastrie stammt aus dem Jahre 1894 durch den Pariser Pathologen Maurice Dide (* 3. Juni 1873 in Paris; † 26. März 1944 KZ Buchenwald), die klinischen und radiologischen Befunde wurden im Jahre 1956 durch den Begründer der Kinderradiologie John Caffey beschrieben.
Die Definition als Syndrom erfolgte im Jahre 1971 durch Reinhard D. Schulz und F. Niemann.

## Verbreitung
Die Häufigkeit wird mit unter 1 zu 1.000.000 angegeben.
Eine Mikrogastrie kann im Rahmen von Syndromen wesentliches Merkmal sein wie z. B. bei:
- Microgastria - short stature - diabetes[5]
- Mikrogastrie - Extremitätenverkürzung und weiteren Syndromen.[6]

## Ursache
Die Ursache dieser embryonalen Entwicklungsstörung ist nicht bekannt. Der Magen entsteht zusammen mit dem Rachen, Kehlkopf, der Speiseröhre und dem Zwölffingerdarm als spindelförmige Erweiterung aus dem Vorderdarm, aus dem sich auch die Luftröhre und die Lunge entwickeln. Daher sind mit einer Mikrogastrie – wenn auch in unterschiedlichem Ausmaße – Fehlbildungen weiterer Organe assoziiert. Aufgrund der ausgebliebenen oder unvollständigen Drehungen des Vorderdarmes liegt oft eine Malrotation, Heterotaxie, auch Situs ambiguus, Asplenie oder ein Ivemark-Symptomenkomplex vor.

## Klinische Erscheinungen
Klinische Kriterien sind:
- Manifestation im Kleinkindalter, zur Neugeborenenzeit, vorgeburtlich
- Erbrechen von Geburt an, da der zu kleine Magen kaum Nahrung speichern und verdauen kann.

## Diagnose
Die Diagnose ergibt sich bildgebend sonographisch auch schon während der Pränataldiagnostik sowie nach der Geburt durch Röntgendiagnostik:
Es fehlt die Magenblase, in der Magen-Darm-Passage mit Röntgenkontrastmittel ist der Magen kaum oder nicht angelegt. Oft besteht eine Cardia-Insuffizienz, der untere Teil der Speiseröhre ist erweitert als Ersatzspeicher.

## Therapie
Die Behandlung erfolgt operativ z. B. durch Hunt-Lawrence-Pouch
oder durch Gastric augmentation.